# Windows Small Business Server 2011
Microsoft Windows Small Business Server 2011 ist wie sein Vorgänger Windows Small Business Server 2008 ein Netzwerkbetriebssystem für kleine Unternehmen. Er basiert auf Microsoft Windows Server 2008 R2 und beinhaltet Microsoft Exchange Server 2010 sowie SharePoint Foundation 2010. Der Small Business Server 2011 ist der letzte Small Business Server von Microsoft. Der Nachfolger ist der Windows Server 2012 Essentials. Die interne Versionsnummer lautet NT 6.1.

## Eigenschaften
An den Server lassen sich maximal 75 Benutzer anbinden. SBS 2011 baut auf Windows Server 2008 R2 Standard Edition auf, das Service Pack 1 ist nicht integriert, lässt sich aber nachträglich installieren. Die Standard Edition unterstützt bis zu vier Prozessoren (auch mit mehreren Kernen) und bis zu 32 GByte RAM.
SBS 2011 enthält zudem den Exchange Server 2010 SP1, ebenfalls in der Standard-Edition. Das heißt, Unternehmen können mit den Verwaltungswerkzeugen von Exchange 2010 auch erweiterte Funktionen von Exchange verwalten, wie zum Beispiel Richtlinien für mobile Endgeräte oder mehrere Datenbanken. Administratoren können auf dem Server bis zu fünf Postfachdatenbanken erstellen: jede darf bis zu 16 TByte groß sein.
Die Exchange-Datenbanken lassen sich nicht in SQL integrieren, sondern sind immer noch eigenständig. Den Webzugriff OWA (Outlook Web App) hat Microsoft verbessert. Die Funktionen ähneln denen von Outlook 2010. Es ist möglich, Smartphones, die ActiveSync lizenziert haben (unter anderem Windows Phone 7, iPhones oder Nokia-Handys), an den Server anzubinden. Eine weitere Neuerung ist die verbesserte Unterstützung von Safari und Firefox für den OWA-Zugriff. Diese Browser können jetzt alle Funktionen von OWA nutzen.

## Editionen
Den Small Business Server 2011 gibt es in zwei Versionen Standard und Essentials.

### Standard Edition
Der SBS in der Standard-Version ist die bekannteste Version. Sie hat sich seit 2003 nur minimal verändert und ist für eine Umgebung von bis zu 75 Benutzern geeignet. Der SBS enthält einen Exchange Server 2010 SP1, einen Sharepoint Foundation 2010 und einen WSUS. Für den Zugriff auf diesen Server werden Client-Zugriffs-Lizenzen (CALs) benötigt, bei dem Kauf der OEM-Variante sind bereits fünf CALs enthalten.

### Essentials Edition
Die Version „Essentials“ ist neu seit dem SBS 2011, sie ist quasi der kleine Bruder der Standard-Version. Mit dem SBS 2011 Essentials dürfen maximal 25 Benutzer arbeiten, es werden bis auf die Server-Lizenz keine Client-Lizenzen benötigt. Der SBS Essentials enthält keinen Exchange, keinen Sharepoint und keinen WSUS, angedacht ist eine Anbindung des Servers an die Microsoft-Cloud und die Nutzung von z. B. Office365.